# Torque (americká hudební skupina)
Torque (v překladu z angličtiny točivý moment) byla americká thrash metalová kapela z Concordu v Kalifornii založená v roce 1994.
Po odchodu zpěváka Seana Killiana a kytaristy Robba Flynna (který poté založil Machine Head) z Vio-lence – popřední kapely z
oblasti San Francisco Bay Area, se rozhodli zbývající členové Phil Demmel (kytara), Ray Vegas (kytara), Deen Dell (baskytara) plus bubeník Mark Hernandez založit novou skupinu Torque. Za mikrofon tohoto thrashmetalového tělesa si stoupl Phil Demmel.
Během své existence v letech 1994–1997 kapela vydala tři dema a jediné studiové album, které vyšlo pod hlavičkou nizozemského hudebního vydavatelství Mascot Records.

## Diskografie

### Dema
- Demo 1994 (1994)
- Demo 1995 (1995)
- Demo 1997 (1997)

### Studiová alba
- Torque (1996)